# San Cristóbal de Entreviñas
San Cristóbal de Entreviñas település Spanyolországban,  Zamora tartományban.  Lakosainak száma 1318 fő (2024).

## Népesség
A település népessége az utóbbi években az alábbiak szerint változott:
| Lakosok száma | 1618 | 1645 | 1607 | 1582 | 1545 | 1491 | 1417 | 1385 | 1375 | 1318 |
|               | 2001 | 2004 | 2007 | 2009 | 2012 | 2014 | 2017 | 2019 | 2022 | 2024 |